# Sveti odred Tebancev
Sveti odred Tebancev (starogrško: Ἱερὸς Λόχος, Hieròs Lókhos) je bila četa izbranih vojakov, sestavljena iz 150 moških parov, ki so v 4. stoletju pr. n. št. predstavljali elitno jedro tebanske vojske in končali špartansko prevlado. Bili so ključni za zmago v bitki med Tebanci in Šartanci pri Levktri leta 371 pr. n. št. Filip II. Makedonski je enoto v bitki pri Heroneji leta 338 pr. n. št. uničil.

## Nastanek
In ko bi le nekako prišlo do tega, da bi za državo ali vojsko skrbeli ljubimci in njihovi ljubljeni, bi se izkazali kot najboljši skrbniki svojega mesta, izogibali bi se kakršnekoli sramote in posnemali drug drugega v čast; in ko bi se borili drug ob drugem, pa tudi ko jih bi bila zgolj peščica, bi lahko premagali ves svet. Kajti kateri ljubimec, ko bi zapustil vrste ali odvrgel orožje, se ne bi raje odločil, da naj ga pri tem vidi celo človeštvo, ne pa njegov ljubljeni? Raje bi šel skozi tisočkratno smrt, kot pa da bi kaj takega doživel. Kdo le bi zapustil svojo ljubljeno osebo ali se ji  izneveril ob uri nevarnosti?

—Platon, Simpozij
Najzgodnejši zapis, ki Sveti odred omenja po imenu, je iz leta 324 pr. n. št., v nagovoru atenskega logografa Dinarha proti Demostenu. Omenja Sveti odred pod vodstvom in poveljstvom Tebanskega generala Pelopida, ki je skupaj z Epaminondom bil odgovoren za poraz Špartancev v odločilni bitki pri Levktri (371 pr. n. št.).
Plutarh (46–120 n. št.), rojen v vasi Heroneja, je vir najpomembnejšega ohranjenega poročila o Svetem odredu.  Sveti odred naj bi prvotno ustanovil boeotarh Gorgidas, kmalu po izgonu špartanske posadke iz tebanske utrdbe Kadmeja. Makedonski avtor Polyaenus iz 2. st. n. št. v svojih Stratagemi v vojni navaja Gorgidasa kot ustanovitelja Svetega odreda. Vendar pa Dio Krizostom (okoli 40-120 n. št.), Hieronimus iz Rodosa (okoli 290-230 pr. n. št.), in Atenej iz Naukratije (okoli 200 n. št.) pripisujejo ustanovitev Epaminondasu.
Vprašanje, kdaj natančno je Sveti odred nastal in ali je nastal pred ali po Platonovem simpoziju (okoli 424–347 pr. n. št.) in podobno naslovljenem simpoziju njegovega tekmeca Ksenofonta (ok. 430–354 pr. n. št.),  je bilo dolgo predmet razprav. Splošno sprejet datum nastanka Svetega odreda je v času med 379 in 378 pr. n. št. Pred tem je govora o elitnih tebanskih silah, katerih število je bilo prav tako 300. Herodot (okoli 484-425 pr. n. št.) in Tukidid (okoli 460-395 pr. n. št.), pišeta oba o elitni enoti 300 Tebancev, zaveznikov Perzijcev, ki so jo Atenci v bitki pri Plateji (479 pr. n. št.) uničili. Herodot jih opisuje kot »prve in najboljše« (πρῶτοι καὶ ἄριστοι) med Tebanci. Diodor tudi navaja 300 izbranih moških (ἄνδρες ἐπίλεκτοι) v bitki pri Deliumu (424 pr. n. št.), ki jo sestavljajo heníohoi (ἡνίοχοι, "kočijaži") in parabátai (παραβάται, »ki hodijo poleg«). Čeprav nihče med njimi Svetega odreda ne omenja poimensko, so se verjetno nanašali nanjo ali vsaj na njene predhodnike. Zgodovinar John Kinloch Anderson meni, da je Sveti odred dejansko sodeloval pri Deliumu in da Gorgidas enote ni ustanovil, temveč le prenovil.
V večni debati okoli Ksenofontovih in Platonovih del je Sveti odred igral pomembno vlogo, kot možnost ugotoviti, kdo od njiju je prvi zapisal svojo različico Simpozija. Ksenofontov Sokrat v svojem simpoziju navade ljubimce v bitkah mestnih držav postavljati drugega poleg drugega ne odobrava z utemeljitvijo, da je bila navada zanje lahko da sprejemljiva, za Atence pa sramota. Tako Platon kot Ksenofont sta bila Atenca. Po mnenju britanskega klasičnega učenjaka sira Kennetha Doverja je bilo to jasen namig na Sveti odred, ki je odražalo Knesofontovo sodobno, čeprav anahronistično mnenje o tebanskih navadah, saj je dramatičen datum samega dela okoli 421 pr. n. št.
Vendar pa je Fedrusov govor v Platonovem simpoziju o vojski ljubimcev najbolj znana omemba Svetega odreda; čeprav tehnično gledano ne govori o Svetem odredu, saj gre v govoru za hipotetično vojsko. Dover trdi, da je Platon svoj simpozij napisal kot prvi, saj Platonov Fedrus govori, kot da organizacija še ne obstaja. Priznava pa, da je Platon hipotezo Fedrusu morda enostavno dal na jezik, glede na domnevni zgodnejši dramatični datum dela (ok. 401 pr. n. št.). To samo kaže, da je bil Platon v svojem simpoziju bolj pozoren na svojo kronologijo kot pa Ksenofont, kar je lahko dokaz, da se je Platon za svojega časa zares prav dobro zavedal Svetega odreda.

## Sestava
Po Plutarhu je Gorgidas izbral 300 borcev zgolj po njihovih sposobnostih in zaslugah, ne glede na družbeni sloj. Sestavljalo ga je 150 moških parov vsak par pa je bil sestavljen iz starejšega erasta (ἐραστής, "ljubimec") in mlajšega erômenosa (ἐρώμενος, "ljubljeni"). Atenej iz Naukratije tudi piše, da so Sveti odred sestavljali »ljubimci in njihovi ljubljenci, kar kaže na dostojanstvo boga Erosa, saj se odločajo raje za veličastno smrt kot pa za nečastno in obsodbe vredno preživetje«, Polienus pa piše, da Sveti odred sestavljajo moški, ki so si »vdani drug drugemu iz vzajemne vezi ljubezni«. Dinarhus in drugi zgodovinarji ne pojasnjujejo izvora prilastka svet v nazivu Sveti odred. Toda Plutarh trdi, da je tako zaradi svetih zaobljub med ljubimcem in ljubljenim, izmenjanih v svetišču Iolausa (enega od ljubimcev Herakleja) v Tebah. Omenja pri tem tudi Platonov oris ljubimca kot »prijatelja, ki ga je bog navdihnil«.
Sveti odred je bila nameščen v Kadmeji kot stalna sila, verjetno za obrambo pred prihodnjimi poskusi tujih sil, da bi zavzele utrdbo. Občasno so jo imenovali »Mestna četa« (ἐκ πόλεως λόχος) zaradi njihovega vojaškega usposabljanja in nastanitve na stroške beocijskega polisa. Njihova redna priprava je vključevala rokoborbo in ples. Zgodovinar James G. DeVoto poudarja, da je Gorgidas prej služboval kot hiparh (konjeniški častnik), zato so verjetno šli tudi skozi konjeniško šolanje. Natančne starosti pripadnikov enote v starih pričevanjih niso zabeležene. Vendar pa jih primerjamo s špartansko elitno enoto Hippeis (ἱππεῖς)  in atenskimi rekruti epheboi (ἔφηβοι), DeVoto ocenjuje, da so pripravnike kot polnopravne člane vključili v Sveti odred v starosti od 20 do 21 let; pri tem so njihovi erastai bili odgovorni za njih opremo. Verjetno so službo končali stari 30 let. 

## Vojaška zgodovina
Po Plutarhu je Gorgidas prvotno uvrstil Sveti odred v prve vrste falang redne pehote. Leta 375 pr. n. št. so poveljstvo odreda dali mlajšemu beotarhu Pelopidu, enemu prvotnih tebanskih izgnancev, ki je vodil sile, ki so ponovno zavzele Kadmejo. Pod Pelopidom je bil Sveti odred združen v eno samo enoto udarnih čet. Njihova glavna naloga je bila uničiti sovražnika, s tem da se v bitki lotijo in pobijejo najboljše borce in voditelje sovražnika v bitki.

### Vpadi Agesilaja II
Sveti odred je bila prvič vpleten v boje ob začetku beotske vojne leta 378 pr. n. št.. Bilo je med slavnim obračunom med atenskim poveljnikom plačancev (in kasnejšim strategom) Habriasom (umrl 357 pr. n. št.) in špartanskim kraljem Agesilajem II (444 pr. n. št. - 360 pr. n. št.). Pred ustanovitvijo Svete zveze pod Gorgidasom so Atenci pomagali tebanskim izgnancem, da Šparti odvzamejo nadzor nad Tebami in utrdbo Kadmeja. Atene so se nato odkrito pridružile Tebam proti Šparti. Poleti 378 pr. n. št. je Agesilaj vodil špartansko odpravo proti Tebam iz mesta v Beociji Tespije (ki je takrat še bilo zaveznik Šparte).
Špartance so tebanske sile nekaj dni zadrževale na palisadah okoli tebanskega ozemlja. Špartanci so utrdbe prebili in prodrli na tebansko podeželje, nato pa opustošili tebanska polja. Čeprav so se Atenci v tem času pridružili tebanskim silam, so jih Špartanci po številu presegali. S padcem palisad so imeli dve možnosti, da se ali umaknejo za obzidje Teb ali pa se uprejo in na prostem soočijo s Špartanci. Izbrali so slednje in svoje sile razporedili po grebenu nizkega nagnjenega hriba, nasproti špartanskih sil. Gorgidas in Sveti odred so zasedli prve vrste tebanskih sil na desni, Habrias in izkušena sila najemniških hoplitov pa so zasedli prve vrste atenskih sil na levi.
Agesilaj je najprej poslal izzivače, da preveri združene tebanske in atenske vrste. Tebanske in atenske sile so jih zlahka obvladale, verjetno tudi številčnejša konjenica. Nato je Agesilaj ukazal celotni špartanski vojski, da naj napreduje. Morda je upal, da bo pogled na množične špartanske sile, ki se odločno bližajo zadoščal, da ustrahuje tebanske in atenske sile in jim razbije vrste. Isto taktiko je Agesilaj uporabil proti Argoškim silam v bitki pri Heroneji (394 pr. n. št.).
V tem trenutku je Kabrias dal svoje najbolj znano povelje. Komaj 200 m (660 ft) je ločilo obe vojski in Agesilaj je pričakoval, da bodo tebanske in atenske sile vsak trenutek naskočile. Namesto tega je Kabrias ukazal svojim možem na mesto voljno. Njegovi najemniški hopliti so vsi naenkrat prevzeli držo voljno - kopje dalje usmerjeno navzgor namesto proti sovražniku, ščit prislonjen na levo koleno, namesto dvignjen na rame. Ko je to videl, je Gorgidas ukazal tudi Sveti četi isto, kar so storili enako natančno in samozavestno kot na vojaških vajah. Drznost manevra in disciplinirana izvedba ukaza je Agesilaju zaprla sapo. Ko je videl, da njegov poskus izzvati tebanske in atenske sile ni uspel, je Agesilaj konec koncev ugotovil, da je pametneje sile umakniti nazaj v Tespijo.
Kmalu po padcu pri Tebah je Agesilaj razpustil svojo vojsko in se prek Megare vrnil na Peloponez. Pustil je generala Febidasa kot svojega harmosta (vojaškega guvernerja) v Tespiji, to je istega generala, ki je bil zaslužen za to, da je leta 382 pr. n. št. Šparta osvojila utrdbo Kadmeja.  Febidas je začel z napadi na tebansko ozemlje s Špartanci pod njegovim poveljstvom in Tespijskimi obvezniki.  Ti pohodi so postali tako uničujoči, da so se konca poletja Tebanci pod poveljstvom Gorgide odpravili proti Tespiji.
Febidas je zapletel napredujočo tebansko vojsko v spopad s svojimi peltasti. Lahka pehota je očitno bila za Tebance preveč in začeli so se umikati. Febidas jih je v upanju, da jih zmelje, nepremišljeno zasledoval. Tebanske sile pa so nenadoma obrnile in Febidasove sile naskočile. Febidasa je ubila tebanska konjenica. Vrste njegovih peltastov so se razsule in bežale nazaj v Tespije, tebanske sile pa so jih zasledovale. Razen Polienusa nihče ne omenja Svetega odreda poimensko, toda glede na to, da so bili pod poveljstvom Gorgidasa, so verjetno bili del tebanskih sil.
Kmalu zatem je Agesilaj odrinil znova proti Tebam. Po vrsti spopadov, ki jih je z nekaj težave dobil, je bil prisiljen spet umakniti se, ko se je tebanska vojska, ko se je bližal mestu, pojavila s polno silo. Diodor v tem trenutku opaža, da so se Tebanci odtlej s samoupanjem soočili s Špartanci. Gorgidas izgine iz zgodovine med letoma 377 in 375, ko je odgovornost za Sveti odred očitno prešla na Pelopida.

### Bitka pri Tegiri
Za enoto pod vodstvom Pelopida je prva zabeležena zmaga Svetega odreda bila v bitki pri Tegiri (375 pr. n. št.). Do nje je prišlo v bližini beotskega mesta Orhomenus, takrat še zaveznika Šparte. Ko je zvedela, da je špartanski garnizon v Orhomenusu odšel v Locris, se je Pelopidas hitro odpravil s Sveti odred in nekaj konjenice v upanju, da med njihovo odsotnostjo mesto osvojil. Mestu so se bližali po severovzhodni poti, saj so bile vode Kopajskega jezera v tem času do roba polne. Ko so prišli do mesta, so izvedeli, da je bila iz Šparte poslana nova mora kot okrepitev za Orhomenus. Ker se ni hote spopasti novo posadko, se je Pelopidas odločil, da se umakne nazaj v Tebe po severovzhodni strani Kopajskega jezera. Vendar so prišli le do svetišča Apolona iz Tegire, ko so naleteli na špartanske sile, ki so se vračale iz Locrisa.
Špartanci so bili sestavljeni iz dveh morai ki sta jih vodila polemarha Gorgoleon in Theopompus. Tebanci so bili številsko podrejeni vsaj dva proti ena. Po Plutarhovem mnenju naj bi neki Tebanec, ko je videl Špartance, Pelopidasu rekel: "Padli smo v roke sovražniku", na kar je Pelopidas odgovoril: »In zakaj ne oni v naše?« Ukazal je nato svoji konjenici, naj prijezdi iz ozadja in naskoči, Sveti odred pa je preoblikoval v neobičajno gosto formacijo, v upanju, da bo vsaj presekal skozi številčno boljše špartanske črte. Špartanci so napredovali, prepričani v svojo premoč, vendar so njihovi voditelji v uvodnih spopadih takoj padli. Špartanci, brez voditeljev in prvič soočeni z enako discipliniranim in pripravljenim Svetim odredom, so popustili in odprli svoje vrste v pričakovanju, da bodo Tebanci skozi odprtino pobegnili. Namesto tega jih je Pelopidas presenetil in skozi odprtino Špartance obkolil Špartanci so bili popolnoma razbiti, s precejšnjimi smrtnimi žrtvami. Tebanci bežečih preživelih niso zasledovali, zavedajoč se, da je preostala špartanska mora nameščena v Orhomenusu, manj kot 5 km stran. Slekli so mrtve in postavili tropaion (τρόπαιον, spominsko trofejo na mestu bojne zmage), potem pa nadaljevali pot proti Tebam. Pelopidas je dokazal, koliko je Sveti odred vreden in četo obdržal kot ločeno taktično enoto v vseh bodočih bitkah.
O bitki poročata Diodor in Plutarh, ki se veliki meri zanašata na Eforjevo poročilo. Zanimivo je, da Knesofont tebanske zmage v svoji Helenici tudi z besedico ne omenja, kar bi bilo to tradicionalno pripisati močnim odporom avtorja do Teb in Šparte. Nejasno namiguje v Hellenic na Orhomenus, kar lahko pomeni, da je vedel za poraz Šparte. 
Natančno število vpletenih na obeh straneh se razlikuje med poročevalci. Diodor je postavil število Tebancev na 500 proti 1000 Špartancev (vsaka mora šteje 500 mož), kar očitno temelji na Eforjevih prvotnih številkah. Plutarh postavlja število Tebancev na 300 in omenja tri vire za število Špartancev: 1000 po Eforjevem mnenju; 1400 po Kalistenu (ok. 360–328 pr. n. št.); ali 1800 po Polibiju (ok. 200–118 pr. n. št.). Nekatere od teh navedb so bile morda pretirane zaradi splošnega pomena bitke. Bitka, čeprav manjša, je bila izjemnega pomena, saj je bila Šparta prvič poražena v bitki, ki je razblinila mit o špartanski nepremagljivosti. V Grčiji je pustil globok vtis in okrepil moralo med Beotijci, koz napoved za poznejšo bitko pri Levktri.  Po Plutarhovih besedah:
Kajti v vseh velikih vojnah, ki so kdajkoli bojevali proti Grkom ali barbarom, Špartancev nikoli dotlej ni premagala sila, manjša od njihove; pravzaprav tudi nobena sila v bitki z enakim številom. Zato je bil njih pogum videti neustavljiv in njihov visok ugled sam je že pred bitko premagal nasprotnike, ki so se menili, da se z možmi Šparte tudi pod enakimi pogoji ne morejo meriti. Toda ta bitka je kot prva pokazala drugim Grkom, da ne samo Eurotas ali dežela med Babicejo in Knacionom vzgaja ljudi poguma in odločnosti; ampak da tudi tam, kjer je mladino sram nizkosti in je pripravljena ravnati v dober namen, kjer mladina beži bolj pred sramoto kot pred nevarnostjo, tam, kjer koli že, bodo našli najpogumnejše in najstrašnejše nasprotnike. Plutarh, Pelopidas 
Kmalu za tem so Atenci leta 375 pr. n. št. zavzeli za skupni mir (Κοινὴ Εἰρήνη, Koine Eirene) med grškimi mestnimi državami. Po besedah Ksenofonta jih je skrbela naraščajoča moč Teb in možnost, da bi se sami8 morali braniti pred od špartanskimi flotami, saj Tebanci za vzdrževanje atenske flote niso prispevali denarja. Vendar se je premirje kmalu po letu 374 pr. n. št. padlo v vodo, ko so Atene in Šparta nadaljevale sovražnosti zaradi Korkyre (današnji Krf ).  V tem času je tudi v Atenam postopoma rasla sovražnost do Teb.  Medtem ko so bile Atene in Šparta zapletene v medsebojne boje, so Tebe nadaljevale s svojimi pohodiproti avtonomni prošpartanski beotski poleis. Podjarmili so mesti Tespije in Tanagra, ki sta postala del obnovljene demokratične beotske konfederacije. Leta 373 pr. n. št. so Tebanci pod poveljstvom beotarha Neokla napadli in uničili svojega tradicionalnega tekmeca, beotsko mesto Plataea.  Prebivalcem je bilo dovoljeno, da zapustijo mesto živi, vendar so kot pregnanci in begunci poiskali zatočišče v Atenah. Od prošpartanskih beotskih poleis je ostal le Orhomenus. 
V tem času so Tebe začele napadati tudi fokijski poleis, ki je bil zaveznik Šparte. Pelopidas je spet omenjen kot poveljnik neuspešnega tebanskega obleganja fokijskega mesta Elateja (ok. 372 pr. n. št.). V odgovor na tebansko vojsko pred mestnim obzidjem je fokijski general Onomarh ukazal, da vsi prebivalci mesta (tudi starejši, ženske in otroke) starejšimi, ženskami in otroki) gredo ven iz mesta in nato zaklenil vrata. Nato je ne-vojščake postavil neposredno za branilce Elateje. Ko je to videl, je Pelopidas umaknil svoje sile, saj je doumel, da se bodo Fokijci, da bi zaščitili svoje ljubljene, borili do smrti. 
Do leta 371 pr. n. št. so še enkrat skušali oživiti kraljevski mir, da bi omejili vzpon Teb. Za predlogom so stali bodisi Atenci bodisi Perzijci (morda na spodbudo Špartancev). Špartanci so v Fokido poslali tudi veliko vojsko, ki jo je vodil kralj Kleombrot I. (Šparta je imela večino zgodovine dva kralja hkrati), da bi bila pri rok za napad na Beotijo, če se Tebanci ne bi hoteli udeležiti mirovne konference ali sprejeti njenih pogojev.

### Bitka pri Levktri
Epaminondas je pogoje mirovne konference leta 371 pr. n. št. zavrnil, kar je Tebe izključilo iz mirovne pogodbe in Šparti dalo izgovor za napoved vojne.
Kmalu zatem je vojska Kleombrota dobila ukaz, da napade Beotijo. Špartanci so prečkali fokijsko-beotsko mejo v Heronejo in se nato ustavili, morda v upanju, da si bodo Tebe premislile. Tebanci pa so se odločili za boj. Kleombrot se je nato premaknil v notranjost, po vzhodni poti v Tebe, do Beotijske vasi Levktra (sodobno Lefktra, Plataies) ob jugozahodnem koncu Tebanske ravnine. Tam jih je pričakala glavnina tebanske vojske. Vojski sta si postavili taborišči druga nasproti drugi na dveh nizkih grebenih. Bojno polje med njima je bilo široko kakih 900 metrov.
Špartanska vojska je štela približno 10.000 hoplitov, 1000 lahkih pešcev in 1000 konjenikov. Vendar je bilo le približno 700 hoplitov špartanske vojske Špartancev (špartanskih državljanov), preostali pa so bile vojaške enote iz Šparti podrejenih držav (perioeci), prisiljene v boj. Razporejeni so bili na običajen način, hopliti v falangah, globokih od osem do dvanajst mož. Kleombrot se je postavil skupaj s špartanskimi hopliti (z elitno kraljevsko gardo 300 Hippeisov med njimi) na špartansko desno krilo, tradicionalni častni položaj v grških vojskah. Edina taktična novost Kleombrota je bila, da je postavil svojo konjenico pred svoje čete.
Tebansko vojsko, ki je štela le kakih 6000 hoplitov (vključno s Svetim odredom), 1500 lahkih pehotnikov in 1000 konjenikov, je špartanska vojska po številu presegala. V pričakovanju standardne špartanske taktike, da sovražnika obide na desnem krilu, je Epaminondas koncentriral svoje sile na lastno levo krilo, nasproti najmočnejše špartanske falange, ki jo je vodil Kleombrot. Tebansko falango je postavil zelo neobičajno na globino petdesetih mož. Preostala tebanska črta je zaradi tega bila stanjšana na globino le štirih do največ osem mož  Epaminondas je svojo konjenico, enako kot Kleombrot, postavil pred tebanske črte. Prvotni položaj Svetega odreda pod poveljstvom Pelopida ni znan. Nekateri vojaški zgodovinarji verjamejo, da je Epaminonda postavil Pelopida in Sveti odred za glavno hoplitsko falango, drugi pa menijo, da jo je postavil pred glavno hoplitsko falango in za konjenico, drugi spet, da jo je postavil v sprednji levi kot glavne hoplitske falange (najverjetneje). Kakor koli že, za Sveti odred je vsekakor znano, da je bila na levem krilu, blizu glavnih tebanskih sil in dovolj ločena od njih, da je lahko neovirano manevrirala.
Bitko sta s konjeniškim naskokom začeli hkrati obe strani. Špartansko konjenico je premočna tebanska konjenica hitro pregnala nazaj na njihovo stran. Njih neurejeni umik je zmotil bojno črto špartanske težke pehote in zaradi nastalega kaosa in dvignjenega prahu Špartanci do zadnjega trenutka niso mogli opaziti zelo neobičajnega napredovanja Tebancev. Epaminondas je svojim vojakom ukazal, da napredujejo pošev, tako da bo levo krilo tebanske vojske (s koncentrirano tebansko silo) udarilo v desno krilo špartanske vojske precej pred drugimi šibkejšimi falangami. Tebanska falanga na desnem koncu se je celo umikala, da to mogoči Gre za prvi opisan primer nove vojaške kombinacije, pozneje znane kot napredovanje pošev.  Tebanska konjenica je pomagala z občasnimi napadi vzdolž špartanskih bojnih črt in tako zadrževala njihovo napredovanje.
Ko so se Špartanci zavedli, da nekaj ni prav, je bilo že prepozno. Kmalu preden jih je tebansko levo krilo doseglo, so Špartanci naglo raztegnili svojo desno stran, da bi se hitro bližajočim Tebancem izognili in jih zajeli. To je bila tradicionalna taktika, da Tebance, ko so enkrat na dosegu, raztegnjeno krilo obkoli. Na lastno pobudo je Pelopidas hitro odpeljal Sveti odred pred tebansko levo krilo, da prestreže špartanski manever. Uspelo jim je Špartance prikleniti na mesto tako dolgo, da je preostala tebanska težka pehota končno treščila na špartansko desno krilo. Ogromna premoč Tebancev je špartansko desno krilo hitro zlomila. Špartanci so imeli približno 1000 mrtvih, med njimi 400 Špartancev, skupaj z njihovim kraljem. Špartanski desni bok je bil prisiljen umakniti se (vzel je pri tem s seboj telo Kleombrota). Ko so videli, kako Špartanci neurejeno bežijo, so tudi se tudi vrste v falangah njih zaveznikov zamajale in začele umikati. Čeprav so nekateri Špartanci bili za to, da se dalje bojujejo, da bi lahko rešili trupla svojih mrtvih, so bili zavezniki na levem krilu z idejo manj navdušeni (nekateri so bili ob tem, kako se je vse obrnilo, zelo zadovoljni). Preostali polemarhoi so se konec koncev odločili, da prosijo za premirje, ki so jim ga Tebanci rade volje odobrili. Mrtve Špartance so jim Tebanci vrnili, na bojišču pa postavili tropajon v spomin na svojo zmago.
Kot piše Pavzanij (okoli 2. stoletja n. št.), je bila med bitkami, ki so jo Grki med seboj, bitka pri Levktri najbolj odločilna. Levktra je vzpostavila tebansko neodvisnost od špartanske vladavine in postavila temelje za širjenje tebanske moči, morda pa tudi za končno prevlado Filipa II. Makedonskega.

### Bitka pri Heroneji
Poraz jih je doletel v bitki pri Heroneji (338 pr. n. št.), odločilnem spopadu, v katerem je Filip II. Makedonski s sinom Aleksandrom izničil tebansko hegemonijo.  Bitka je vrh Filipove kampanje v osrednji Grčiji med pripravami na vojno proti Perziji. Nasprotniki so bili Makedonci in njihovimi zavezniki na eni strani in na drugi strani zveza grških mestnih držav pod vodstvom Aten in Teb. Diodor je zapisal, da je bilo število obeh vojsk bolj ali manj enako, na obeh straneh je bilo okoli 30.000 mož in 2000 konjenikov. 
Tradicionalna hoplitska pehota se ni mogla meriti z novo makedonsko falango in njenimi dolgimi sulicami : tebanska vojska in njeni zavezniki so se zlomili in pobegnili, toda Sveti odred, čeprav obkrožen in v manjšini, se ni hotel predati. Tebanci Svetega odreda so se držali in se niso umaknili; Plutarh je zapisal, da je vseh 300 padlo tam, kjer so stali ob svojem zadnjem poveljniku Teagenesu. Njihov poraz v bitki je bil za Filipa pomembna zmaga, saj je do tedaj po celi stari Grčiji veljalo, da je  Sveti odred nepremagljiv. Plutarh je zapisal, da se je Filip II, ko je naletel na trupla "nametana drugo na drugo", razjokal in zavpil:
Pogine naj, kdor sumi, da so ti možje nedostojno ravnali ali si nedostojnosti dovolili.— Plutarh, Pelopidas 18
Čeprav so starodavni učenjaki pomen bitke dobro dokumentirali, je malo podatkov o tem, kako so bile vpletene sile porazdeljene. Večina sodobnih učenjakov (tako NGL Hammond in George Cawkwell) se strinjajo, da je Aleksander vodil konjeniško krilo. James G. DeVoto prav tako v Svetem odredu Tebancev pravi, da je Aleksander svojo konjenico razvil za makedonskimi hopliti, očitno z namenom, dovoliti "Tebam, da se prebijejo in napadejo konjenike, in njegovim hoplitom, da se pri tem prestrojijo". Drugi zgodovinarji pa trdijo, da je Aleksander dejansko poveljeval hoplitom, oboroženim s sarisami (sulicami), ne pa konjenici, še posebej, ker Plutarh tudi omenja, da je Sveti odred padel na "kopja makedonske falange". Plutarh in Diodor oba priznavata Aleksandru, da je prvi vpletel Sveti odred v boj.  

## Arheologija
Po porazu Kleombrotovih sil v bitki pri Levktri so Tebanci na bojnem polju postavili tropajon v spomin na svojo zmago. Tropajon je kasneje zamenjal stalen spomenik, kar je bila še posebno neobičajna poteza Tebancev, saj so se tropeji postavljali samo začasno. O prvotnem videzu spomenika pričajo kovanci iz tistega obdobja, ki kažejo, da je imel obliko drevesnega debla, v katerega so bile vklesane metope, triglifi in vrsta kamnitih ščitov. Na samem deblu drevesa, ki je stal na cilindričnem podnožju, so viseli ščiti, orožje in oklepi poraženih Špartancev. Podnožje spomenika je še danes ohranjeno.

### Heronejski lev
Pavzanij v svojem Opisu Grčije omenja, da so Tebanci postavili orjaški kip leva v bližini vasi Heroneja, nad poliandrijo (πολυάνδριον, skupno grobnico) Tebancev, ubitih v bitki proti Filipu. Grški zgodovinar Strabon (ok. 64 pr. n. št. - 24 n. št.) omenja tudi »grobove padlih v bitki«, postavljene na javne stroške v Heroneji.
Leta 1818 je britanski arhitekt George Ledwell Taylor preživel poletje v Grčiji z dvema prijateljema v Livadei. 3. junija so se odločili za jahanje v bližnjo vas Kajronejo in za vodiča uporabili Pavzanijev Opis Grčije. Dve uri pred vasjo se konj spotaknil ob l kosu marmorja, ki je štrlel s tal. Ko se je Taylor ozrl, se mu je zazdelo, da gre za oklesane kose marmorja. Ustavili so se in razjahali in ko so mesto razkopali, so ugotovili, da gre res za nekakšen kip. Za pomoč so zaprosili nekaj kmetov v bližini, ki so jim pomagali odkopati masivno glavo kamnitega leva, istega leva, ki ga omenja Pavzanij. Deli kipa so se odkrušili in velik del je še vedno bil pod zemljo. O svojem odkritju so takoj poročali, ko so se vrnili v Atene. 
Danes še vedno pogosto poročajo, da je leva med kasnejšo grško vojno za neodvisnost (1821–1829) razbil na koščke - menda celo z dinamitom - vodja klefta Odiseas Andrutsos, v upanju, da bo odkril zaklad.  Ta izmišljotina je bila aktualna še v 1930-ih, vendar so jo nedvoumno zavrnili. Pet kosov (glava, vrat, prsni koš in prednje noge), na katere je bil kip deljen večji del 19. stoletja, pred njegovo obnovo leta 1902 ni kazalo nobenih znakov o eksploziji, bili pa so kot čisto odrezani, verjetno originalni deli, iz katerih je bil kip postavljen. Andrutsos naj bi kip izkopal med svojim mandatom kot lokalni vojaški guverner Ali Paša iz Yanina leta 1819, vendar je kip verjetno razpadel zaradi slabe kakovosti materiala za podstavek, na katerem je stal. 
Ponudbe britanskega arheologa C. H. Smitha v poznem 19. stoletju, da financira obnovo Heronejskega leva, so Grki najprej zavrnili. Leta 1902 pa je bilo dovoljenje izdano in spomenik je bil skupaj s sredstvi Heronejskega reda postavljen nazaj. Lev, ki je visok približno 3.8m, je stal na rekonstruiranem podstavku. visokem kake 3 metre. 
Konec 19. stoletja so izkopavanja na tem območju pokazala, da je bil spomenik postavljen ob robu štirioglatega ograjenega prostora. V njem so našli grobove z okostji 254 moških, razporejene v sedmih vrst. Za tumulus v bližini spomenika so sklepali, da gre za mesto makedonskega poliandriona s pepelom padlih Makedoncev. Izkopavanja gomile med leti 1902 in 1903 pod vodstvom arheologa Georgia Soteriadesa, so to potrdila. V središču gomile, približno na globini 6,7 m, so naleteli na plast pepela, zoglenela debla in kakih 0,75 m debelo plast kosti. Izkopali so tudi vaze in kovance iz 4. stoletja pr. n. št., dalje meče in konice sulic izjemne dolžine kakih 40 cm, po Soteriadesu ostanke makedonskih saris. 
Okostja na parceli pri spomeniku po splošnem mnenju pripadajo Svetemu odredu,  saj je njih število, kot ga navaja Plutarh, verjetno približek.  Vendar zgodovinarji, kot so Nicholas Geoffrey, Lemprière Hammond, Karl Julius Beloch in Vincenzo Costanzi, ne verjamejo, da je levji spomenik posvečen mrtvim vojakom Svetega odreda. Hammond trdi, da je bil to kraj, kjer je Filip med bitko pri Kajroneji obrnil svoje vrste, in meni, da na grobišču počivajo vojaki makedonskega desnega krila, ki so jih v manevru pobili. Trdi, da je neverjetno, da bi se Tebanci spomnili s tako masivnim in očitno dragim spomenikom še za Filipovega življenja spomnili svojih mrtvih.
Zgodovinar William Kendrick Pritchett kritizira Hammondovo utemeljevanje kot "subjektivno" in ji odgovarja nanj z odlomkom iz Historiarum Philippicarum Libri XLIV rimskega zgodovinarja Justina iz 3. stoletja. Justin poleg Pavzanija in Strabona tudi jasno pove, da je Filip Tebance prisilil, da mu za pravico pokopa (ne upepelitve) svojih padlih plačajo. Zato so upepeljeni ostanki verjetno makedonski, medtem ko so poleg leva pokopani borci Svetega odreda. Filip je bil navsezadnje znan po svoji nagnjenosti k nepotrebni krutosti, če je to služilo višjemu namenu. Nadalje poudarja, da dvomiti o poštenosti Pavzanija ni upravičeno, saj bi vsak dobro obveščen Grk verjetno še stoletja dolgo po bitki vedel, komu pripisati postavljeni spomenik; Pavzanijevo poznavanje topografiji ni bilo iz druge roke in njegovo pričevanje je neodvisno odmevalo tudi prek drugih starodavnih virov, kot sta Strabo in Justin. Pavzanijev Opis Grčije se je sodobnim arheologom dejansko izkazal kot natančen in pomemben vodnik pri iskanju in ponovnem odkrivanju lokacij drugih starogrških spomenikov in stavb.  